# Sinoxylon erasicauda
Sinoxylon erasicauda är en skalbaggsart som beskrevs av Pierre Lesne 1906. Sinoxylon erasicauda ingår i släktet Sinoxylon och familjen kapuschongbaggar. Inga underarter finns listade i Catalogue of Life.